# مینیون (شخصیت)
مینیون نام یک شخصیت در سری فیلم‌های مینیون‌ها و من نفرت‌انگیز است.

## شخصیت
آن‌ها که در ابتدا موجودات تک سلولی بودند، در طول سال‌ها و قرن‌ها تکامل پیدا کرده و در تمام این مدت هدفشان این است تا به بد ذات‌ترین اربابان خدمت کنند. مینیون‌ها به‌طور مداوم در نگه داشتن اربابان خود – از تی رکس گرفته تا ناپلئون – ناموفق هستند.

## اسامی مینیون‌ها
مینیون‌های اصلی در مجموعه من نفرت‌انگیز عبارتند از:
- Andrew
- Barry
- Bill
- Bob (Minions)
- Bryan
- Bryce Wong
- Carl[۱]
- Charlie
- Chris
- Darwin
- Dave
- Dino
- Donnie
- Eli
- Eric
- Felix
- Henry
- Izzy
- Jason
- Jerry
- John
- Jorge
- Josh
- Justin
- Ken
- Kevin (Minions)[۱]
- Lance
- Larry
- Mandi
- Mark
- Mel (Despicable Me 3)
- Mike
- Norbert
- Paul
- Peter
- Phil[۱]
- Steve
- Stuart (Minions)[۱]
- Tim [۱]
- Tom
- Tony